# Стобоє
Стобоє (пол. Stoboje) — село в Польщі, у гміні Мілеєво Ельблонзького повіту Вармінсько-Мазурського воєводства.
Населення — 200 осіб (2011).
У 1975-1998 роках село належало до Ельблонзького воєводства.

## Демографія
Демографічна структура станом на 31 березня 2011 року:
|          | Загалом | Допрацездатний вік | Працездатний вік | Постпрацездатний вік |
| -------- | ------- | ------------------ | ---------------- | -------------------- |
| Чоловіки | 99      | 24                 | 71               | 4                    |
| Жінки    | 101     | 30                 | 57               | 14                   |
| Разом    | 200     | 54                 | 128              | 18                   |